# Resolució 2254 del Consell de Seguretat de les Nacions Unides
La Resolució 2254 del Consell de Seguretat de les Nacions Unides fou adoptada per unanimitat el 18 de desembre de 2015. El Consell va donar suport a les converses de pau planejades per l'ONU entre el govern i l'oposició a Síria. Els Estats Units, Rússia i alguns altres països havien acordat una transició per a Síria, però continuaven en desacord sobre el paper que hi jugaria el president Bashar al-Assad.

## Contingut
La situació a Síria continuava empitjorant. El país estava en ruïnes i la població patia una crisi humanitària. L'única solució a llarg termini seria un procés polític dirigit totalment pels sirians segons el comunicat de Ginebra del 30 de juny de 2012. En aquesta conferència, el Grup d'Acció de Síria, els Estats Units, Rússia, Xina i el Regne Unit van acordar que hi hauria un govern de transició on estigués representat el govern i l'oposició, que es pogués iniciar un diàleg nacional en el qual tots els grups de la societat siriana podrien participar i que es revisaria la constitució.
Durant les converses dins el Grup Internacional de Suport a Síria, que inclou la Unió Europea, l'ONU i diversos països àrabs, el 14 de novembre de 2015 a Viena, es va decidir que les negociacions formals sota el lideratge de l'ONU començarien el més aviat possible entre el govern sirià i l'oposició. Es va fixar com a data l'1 de gener de 2016. Aquestes negociacions havien de conduir a un nou govern i un pla per redactar una nova constitució en un termini de sis mesos. També s'haurien de celebrar eleccions en els següents divuit mesos, sota la direcció i supervisió de l'ONU. Era de gran importància que s'assolís una treva a tot Síria, a excepció de la lluita contra Estat Islàmic. Es va demanar al Secretari General de l'ONU que assumís el lideratge en la determinació de les modalitats i el suport per fer-ho possible. Per exemple, caldria un mecanisme d'observació per controlar-lo.

## Conseqüències
La resolució 2254 de l'ONU va ser invocada per Iran, Rússia, i Turquia com a base legal del procés polític necessari per resoldre el conflicte sirià, en la primera ronda de les converses d'Astana el gener de 2017.